# 高山谷精草
高山谷精草（学名：Eriocaulon alpestre）为谷精草科谷精草属下的一个种。

## 扩展阅读
- 維基物種上的相關：高山谷精草